# 中村和正
中村 和正（なかむら かずまさ、1975年2月27日 - ）は、日本の声優、俳優、ナレーター。埼玉県出身。リマックス所属。

## 人物
趣味は山登り、マラソン。資格は普通自動車免許。特技はテニス、釣り。

## 出演

### テレビアニメ
2015年
- 四月は君の嘘（医師）
- アルスラーン戦記（兵士）
- 戦姫絶唱シンフォギア シリーズ（2015年 - 2019年、黒服、貴族、職員B、民衆） - 3シリーズ
- 落第騎士の英雄譚（菅原）
- ノラガミ ARAGOTO（福禄寿）

2016年
- アクティヴレイド -機動強襲室第八係-（真鍋洋一、民間WW、議長） - 2シリーズ
- 食戟のソーマ シリーズ（2016年 - 2017年、男性客B、男性記者） - 2シリーズ

2017年
- 機動戦士ガンダム 鉄血のオルフェンズ（マクマード部下）
- スタミュ（講師）
- ひなこのーと（たい焼き屋さん）
- Re:CREATORS（官僚）
- 地獄少女 宵伽（数学教師、長田健介、岩下の父親）
- ナイツ&マジック（ゼルクス）
- キノの旅 -the Beautiful World- the Animated Series（黒子A）
- 魔法陣グルグル（村人A）

2018年
- たくのみ。（上司）
- キリングバイツ（鳥山信、観客、流氓）
- からかい上手の高木さん（店員）
- グラゼニ（主審、吉川、富永、秋葉、釜萢 他） - 2シリーズ
- こみっくがーるず（アナウンス）
- イナズマイレブン アレスの天秤（岩垣登郎、チャ・ウンス） - 2シリーズ
- ヒナまつり（ドラマー）
- メガロボクス（2018年 - 2021年、客B、観客A、セキュリティ、神風ゴロー） - 2シリーズ
- ソードアート・オンライン オルタナティブ ガンゲイル・オンライン（2018年 - 2024年、プレイヤー） - 2シリーズ
- 斉木楠雄のΨ難（男性C）
- 軒轅剣 蒼き曜（鎮西後将軍）
- となりの吸血鬼さん（宅配便）
- やがて君になる（親戚）
- 転生したらスライムだった件（2018年 - 2024年、ゴブイチ、討伐者） - 2シリーズ

2019年
- バビロン（中藤〈捜査員〉）
- ぼくたちは勉強ができない!（講師）
- ファンタシースターオンライン2 エピソード・オラクル（整備士）

2020年
- あひるの空（北住部員、不良、審判、男性教師）
- ドロヘドロ（十字目）
- pet（ロンの部下）
- BORUTO-ボルト- NARUTO NEXT GENERATIONS（サミダレ）
- 炎炎ノ消防隊 弐ノ章（研究員）
- ミュークルドリーミー（阿本太郎）

2021年
- 無職転生 〜異世界行ったら本気だす〜（道具屋）
- たとえばラストダンジョン前の村の少年が序盤の街で暮らすような物語（従業員B）
- ひぐらしのなく頃に業（村人） - 2シリーズ
- 転生したらスライムだった件 転スラ日記（ゴブイチ）
- 86-エイティシックス-（パイロット）
- 現実主義勇者の王国再建記（貴族）
- カードファイト!! ヴァンガード overDress（アナウンス）
- 境界戦機（2021年 - 2022年、スン・チョン） - 2シリーズ
- 進化の実〜知らないうちに勝ち組人生〜（クロード・シュライザー）
- マブラヴ オルタネイティヴ（彩峰萩閣）

2022年
- ハコヅメ〜交番女子の逆襲〜（本部の警察〈無線〉）
- 平家物語（平忠度）
- 阿波連さんははかれない（歴史教師）
- 薔薇王の葬列（役者A）
- よふかしのうた（上司）
- 機動戦士ガンダム 水星の魔女（2022年 - 2023年、投資家、ニュース映像、スポンサー） - 2シリーズ
- 永久少年 Eternal Boys（ストラブマネージャー、店員B）

2023年
- 天国大魔境（詐欺師）
- AYAKA -あやか-（校長先生、アラミタマ、いばらの父親、係員A、火の龍）
- 新しい上司はど天然（おじさん）

2024年
- 明治撃剣-1874-（Daigashi、Masahiro Tanba、Blaze Mirror）
- 異修羅（工作員）
- ダンジョン飯（ライオスの父）
- 終末トレインどこへいく?（タスマニアデビル）
- WIND BREAKER
- 烏は主を選ばない（喜栄）
- ひみつのアイプリ（2024年 - 2025年、DJホット） - 2シリーズ
- アイドルマスター シャイニーカラーズ（司会者）
- 異世界ゆるり紀行 〜子育てしながら冒険者します〜（ギルドマスター、ヨハン）
- カミエラビ
- ぷにるはかわいいスライム（コタローの父）
- デリコズ・ナーサリー（血盟警察）
- やり直し令嬢は竜帝陛下を攻略中（部下A）
- アオのハコ
- トリリオンゲーム（2024年 - 2025年、撮影スタッフ、鳶職人）
- チ。-地球の運動について-（騎士団）

2025年
- メダリスト（コーチ）
- 魔法使いの約束（市民、死者）
- アラフォー男の異世界通販（ポリジ）
- クラスの大嫌いな女子と結婚することになった。（老人D）
- 黒執事 -緑の魔女編-（研究者）
- 神統記（テオゴニア）（ガハマ衆）

### 劇場アニメ
2010年代
- 虐殺器官（2017年）
- ノーゲーム・ノーライフ ゼロ（2017年、幽霊たち）

2020年代
- Gのレコンギスタ II ベルリ 撃進（2020年、メカニック）
- 劇場版 Fate/Grand Order -神聖円卓領域キャメロット- 前編 Wandering; Agateram（2020年、粛正騎士）
- サマーゴースト（2021年、担任教師）

### Webアニメ
2010年代
- 夏恋戦機（2014年、シーク）
- ガンダムビルドダイバーズRe:RISE（2019年、ダイバー、キャスター）

2020年代
- オルタード・カーボン: リスリーブド（2022年、ホリーの父）
- コタローは1人暮らし（2022年、コタローの父親、金城）
- TIGER & BUNNY 2（2022年、強盗犯）
- LUPIN ZERO（2022年 - 2023年、先生、店員〈ナイトクラブ〉）

### ゲーム
2010年代
- ジェネラルギア-反撃の神機-（2014年、ジョシュア・ザナ）
- 戦国闘檄〜バーニングスピリッツ〜（2014年、河野通直）
- ワイルドアームズ ミリオンメモリーズ（2018年、ヤナギモト）
- 龍が如く ONLINE（2018年、カルロス・ジェネ）

2020年代
- 龍が如く7 光と闇の行方（2020年、ニック・尾形）
- ぷよぷよ!!クエスト（2020年 - 2021年、インギール、ムシュト）
- Shadowverse（2020年、サボテンカウボーイ、異形）
- アーマード・コアVI ファイアーズオブルビコン（2023年）
- 龍が如く8（2024年）
- ドラゴンクエストX 未来への扉とまどろみの少女 オンライン（2024年、ガンナーム）
- コール オブ デューティ ブラックオプス 6（2024年、ジャクソン・ケイン）

### 吹き替え

#### 担当俳優
ロナルド・チェン
- スペシャルID 特殊身分（チャン警部）
- ドラゴン・フォーシリーズ（追命）
  - ドラゴン・フォー 秘密の特殊捜査官/隠密
  - ドラゴン・フォー2 秘密の特殊捜査官/陰謀
  - ドラゴン・フォー3 秘密の特殊捜査官/最後の戦い

#### 映画
- アイリッシュマン
- アップグレード: どん底女子の幸せ探し
- アドミッション -親たちの入学試験-（ジェイムズ）
- アドレナリンRUSH（エンツォ〈ディオゴ・モルガド〉）
- アントマン&ワスプ:クアントマニア（カーン〈ジョナサン・メジャース〉[29]）
- アンリミテッド（ミラー〈アダム・レイナー〉）
- 1987、ある闘いの真実（ユン・サムサム〈イ・ヒジュン〉）
- INTERCEPTOR/インターセプター
- インファーナル・マシーン
- ヴァレリアン 千の惑星の救世主（アナウンス1[30]）
- ウェイバック -脱出6500km-（ボフダン）
- 宇宙空母ギャラクティカ（ウィルカー）※1978年の劇場版
- ウッディー・ウッドペッカー サマーキャンプ
- 海にかかる霧（ギョング〈ユ・スンモク〉）
- AIR/エア（ジョージ・ラヴェリング〈マーロン・ウェイアンズ〉）
- エイリアン・トルネード（バーニー〈ケイレブ・トーレス〉）
- SAS: 反逆のブラックスワン
- エブリバディ・ウォンツ・サム!! 世界はボクらの手の中に（フィネガン〈グレン・パウエル〉）
- エミリア・ペレス（ワッセルマン〈マーク・イヴァニール〉[31]）
- エンツォ レーサーになりたかった犬とある家族の物語
- オールウェイズ（パワーハウス〈キース・デイヴィッド〉）※BD版
- オープニング・ナイト・ロング
- お!バカんす家族（ジェイク〈コリン・ハンクス〉）
- 隠された時間（アン刑事〈クォン・ヘヒョ〉）
- カサブランカ（サッシャ〈レオニード・キンスキー（英語版）〉）※N.E.M.版[32]
- 華麗なるリベンジ（カン・ヨンソプ）
- 鬼手（釜山の雑草〈ホ・ソンテ〉[33]）
- 恐怖の報酬 (2024年の映画)
- キングメーカー 大統領を作った男（イ・ジンピョ室長〈チョ・ウジン〉[34]）
- グランド・クロス ジャッジメント・デイ（ジュード〈アンドリュー・アーリー〉）
- グレッグのダメ日記4
- ケイト
- ケープタウン（キャット）
- 激戦 ハート・オブ・ファイト（ロク）
- ゴールデン・ジョブ（ビル〈マイケル・ツェー〉[35]）
- コールド・ウォー 香港警察 二つの正義（ウィリアム・ガイ）
- コスメティック・ウォー わたしたちがBOOSよ!
- コンフィデンシャル/共助（ギソン〈キム・ジュヒョク〉）
- サード・パーソン（カルロ）
- ザ・キング（朝鮮語版）（ヤン・ドンチョル〈ペ・ソンウ〉）
- ザ・クロコダイル 人喰いワニ襲来
- ザ・バブル
- ザ・マスター（クラーク〈ラミ・マレック〉）
- シー・ヴァイパー 潜航作戦! U235を追え!!（ミューリー）
- 社会から虐げられた女たち
- ジェイド・ダイナスティ 破壊王、降臨。（不易〈チウ・シンジー〉[36]）
- ジュラシック・ワールド（ジム〈マット・バーク〉[37]）※ザ・シネマ版
- ジョーカー（ポゴズ芸人[38]）
- シンプル・フェイバー（ショーン〈ヘンリー・ゴールディング〉）
  - シンプル・フェイバー
  - アナザー・シンプル・フェイバー
- 戦場のメロディ（カルゴリ）
- ソウルガールズ（ジミー）
- ターミネーター:ニュー・フェイト（ウィリアム・ハドレル〈トム・ホッパー〉）
- TAICHI/太極 ゼロ（ゲンユン）
- TAICHI/太極 ヒーロー（ゲンユン）
- チェルノブイリ1986（ボリス〈ニコライ・コザック〉[39]）
- チャ刑事（ギョンソク〈イ・ヒジュン〉）
- 沈黙の監獄（ブラッドリー〈ブレン・フォスター〉）
- DCエクステンデッド・ユニバース
  - アクアマン（ニュース男[40]）
  - ハーレイ・クインの華麗なる覚醒　BIRDS OF PREY（運転手[41]）
  - ワンダーウーマン 1984（ジェイク〈ケルビン・ユー〉[42]）
- T-34 レジェンド・オブ・ウォー（ステパン〈ヴィクトル・ドブロヌラヴォフ〉）
- デスレース3 インフェルノルノ（ジョーカー）
- ドラゴン・クロニクル 妖魔塔の伝説（華夏図書館 ワン館長〈リー・チェン〉）
- ドラゴンゲート 空飛ぶ剣と幻の秘宝（リュー）
- ドラゴン・ブレイド（ハ・サゴ）
- トラッシュ! -この街が輝く日まで-（マルコ）
- ナタリー（ブノワ）
- 2月の夏
- バーフバリ 伝説誕生（村長）
- バッド・ママ
- ハリエット（ロバート・ロス）
- ハロウィン・キラー!
- ファイナル・ドラゴン
- 風暴 ファイヤー・ストーム（チウ）
- バンブルビー（クリフジャンパー[43]）
- ファイティング・ファミリー（ヒュー〈スティーヴン・マーチャント〉）
- ヒットマンズ・ボディガード（ギャレット〈サム・ヘイゼルダイン〉）
- ボルテックス 巨大生物総進撃（マークス〈ジョン・プロトニック〉
- マガディーラ 勇者転生（謎のボス[44]）
- ミッション:インポッシブル/フォールアウト（C17操縦士[45]）
- 無敵のドラゴン（シンクレア〈アンデウソン・シウバ〉[46]）
- もっと猟奇的な彼女（ヨンソプ〈ペ・ソンウ〉）
- ヤングマスター 師弟出馬　※2014年新録版
- ライズ・オブ・シードラゴン 謎の鉄の爪
- ラスベガスをやっつけろ（判事〈ハリー・ディーン・スタントン〉）※BD・新盤DVD
- ランナーランナー（ウィルソン）
- リベンジ・スワップ
- ルー、パリで生まれた猫（フレッド〈ニコラ・ウンブデンシュトック〉[47]）
- レジェンド・オブ・カンフー 太極拳（雲霆〈ガオ・ダン〉）
- レスキュー（アン・ポン〈ワン・ユイティエン〉[48]）
- 恋愛だけじゃダメかしら?（デイヴィス〈ジョー・マンガニエロ〉）
- ロックアウト（医師3）
- ロッジ LODGE（サム）
- ワイルド・スピード EURO MISSION（テリー）
- ワイルド・スピード/ジェットブレイク[49]

#### ドラマ
- イップ・マン（フー・ツェンユン）※ファン・シャオテン監督、ケビン・チェン主演のテレビドラマ版
- FBI: 特別捜査班
- 美男ですね〜Fabulous★Boys（マ・フニ〈チェン・ウェイミン〉）※台湾ドラマ・リメイク版[50]
- オーファン・ブラック 暴走遺伝子 シーズン2（ヨハンセン）
- 王になった男（シン・チス〈クォン・ヘヒョ〉）
- 逆賊-民の英雄ホン・ギルドン-（燕山君〈キム・ジソク〉）
- CAMELOT 〜禁断の王城〜（ガウェイン〈クライヴ・スタンデン〉）
- 刑事ジョー パリ犯罪捜査班（ルロワ医師）
- 賢后 衛子夫（曹時）
- コンバット・ホスピタル 戦場救命（ラリー、グラッド 他）
- GCB キラめく女の逆襲バトル（ブレイク・ライリー〈マーク・デクリン〉[51]）
- セルフリッジ 英国百貨店（フランク・エドワーズ〈サミュエル・ウェスト〉）
- 曹操（徐栄、辛評、張邈、徐晃、趙彦、司馬防、陳珪、侯成、种輯、劉延、文醜、張梁、許攸、藩陰、李傕、袁煕(成人)、単于、呂曠[52]）
- 謀りの後宮（李旦）
- 朝鮮ガンマン（パク・ジナン〈チェ・ジェソン〉）
- TWO WEEKS（ムン・イルソク〈チョ・ミンギ〉[53]）
- パルス（ルイス〈アルトゥーロ・D・プエルト〉）
- 二人の王女（石蚤、李旦、武三思）
- ボルジア 欲望の系譜（ホアン・ボルジア〈スタンリー・ウェバー〉）
- マーベル・シネマティック・ユニバース
  - ロキ シーズン1（自慢好きロキ〈デオビア・オパレイ〉、在り続ける者〈ジョナサン・メジャース〉）
  - ロキ シーズン2（ヴィクター・タイムリー〈ジョナサン・メジャース〉[54]）
  - ミズ・マーベル
- リベンジ シーズン2

#### アニメ
- スクルージ:クリスマス・キャロル
- スーパーブック
- チャギントン（ハリー）
- ドラゴン・パンダ（獅子王、怪力牛[55]）
- トランスフォーマー:ウォー・フォー・サイバトロン・トリロジー（レッドアラート）
- ヒルダの冒険（ウッドマン）
- プレイモービル マーラとチャーリーの大冒険（アウトロー[56]）

### 舞台
- 『白河荘の人びと』
- 『no titleノータイトル』（発条ロール＋〈プラス〉）
- 『いろこい』（劇団ふりぃすたいる）
- 『白河荘の人々』
- 『flower』（コラボスパイスVol.1）
- 『シャラップ!』（第2回カメリア区民演劇祭り参加作品）
- 『TIGHT/NIGHT』
- 『うちに来るって本気ですか?』
- 『CRIMERS-クライマーズ-』
- 『俺たちはバカじゃない!』
- 『DEAD LINE?改』
- 『ピッチをあげルンだよ!〜マラソン同好会の秋〜』
- 『BATH TO THE FUTURE』

### ナレーション

#### 番組
- 熱血BO-SO TV（2010年4月3日 - 2020年3月28日、千葉テレビ）
- パチンコ★パチスロTV!（スカパー!プレミアムサービスなど）
- アンダーアーマードキュメントスペシャル（J SPORTS）
- ちょい寄り!（ジャパンケーブルネット）
- 週刊ニュースリーダー（2020年4月4日 - 7月10日、テレビ朝日）
- ホテル評論家 瀧澤信秋の最強ホテル（BSフジ）
  - 第1弾（2023年11月19日）
  - 第2弾（2024年3月31日）

#### その他
- 時代劇専門チャンネル 番組告知
- タカラトミーアーツ「ライトニングエース」
- 『身技体感』日本レジャーチャンネル
- 福岡競艇TVCM
- WOWOW 番組告知
- イオントップバリュ店頭VP
- 協和発酵キリンVP
- 大塚製薬「凸凹EYE?」
- 日本映画専門チャンネル番組告知
- オタフクソース『お好ミュニケーション祭のあとが楽しい篇』
- かうねっと工房物語
- トゥルースリーパー店頭VP
- HONDA 2013東京モーターショー
- JINS 社内教育用DVD
- 富士通ゼネラル店頭VP
- 菱重エステート

### オーディオブック
- 影踏み（2016年、御影征一）

### シリーズ一覧
1. ↑  第3期『GX』（2015年）、第4期『AXZ』（2017年）、第5期『XV』（2019年）
2. ↑  第1期（2016年）、第2期『2nd』（2016年）
3. ↑  第2期『弐ノ皿』（2016年）、第3期前半『餐ノ皿』（2017年）
4. ↑  シーズン1（2018年）、シーズン2（2018年）
5. ↑  『アレスの天秤』（2018年）、続編『オリオンの刻印』（2018年）
6. ↑  第1期（2018年）、第2期『NOMAD メガロボクス２』（2021年）
7. ↑  第1期（2018年）、第2期『II』（2024年）
8. ↑  第1期（2018年）、第3期（2024年）
9. ↑  『業』（2021年）、『卒』（2021年）
10. ↑  第一部（2021年）、第二部（2022年）
11. ↑  Season1（2022年）、Season2（2023年）
12. ↑  第1期（2024年 - 2025年）、第2期『リング編』（2025年）